# Augustin Egell
Augustin Egell (* 1731 in Mannheim; † 22. September 1786 in München) war Maler, Architekt und Bildhauer in Mannheim.
Er wurde in der Schule seines Vaters, Paul Egell († 1752), erzogen und folgte ihm in der Würde eines Hofbildhauers. Unter Karl Theodor baute er das Rheintor in Mannheim.
Nach seines Vaters Tod stellte er das chinesische Teehaus in Oggersheim fertig, 1794 brannte es mit dem Oggersheimer Schloss ab. Er fertigte die Schnitzereien für den Hochaltar der Jesuitenkirche in Mannheim und für die Holzvertäfelung im Mannheimer Schloss. Vor 1756 arbeitete der spätere Bildhauer Johann Peter Alexander Wagner auf seiner Studienreise in Egells Werkstatt.
Das 1770 bis 1772 errichtete Wormser Tor, ehemals am Nordrand der Stadt, wird ihm zugeschrieben.
Seinen 1759 in Mannheim geborenen Sohn, Heinrich Egell, unterrichtete er auch in der Kunst. Dieser studierte hierauf an der Akademie in München, wo er 1787 den Titel eines Hofmalers erhielt.
1778 zog Augustin nach München. Dort errichtete er 1781 das Denkmal für Johann Martin Krafft.

## Gemälde
- Holländische Dorflandschaft mit Kirche, 1755
- Bauernkate unter Bäumen
- Büßender Kardinal, 1760